# Дупло

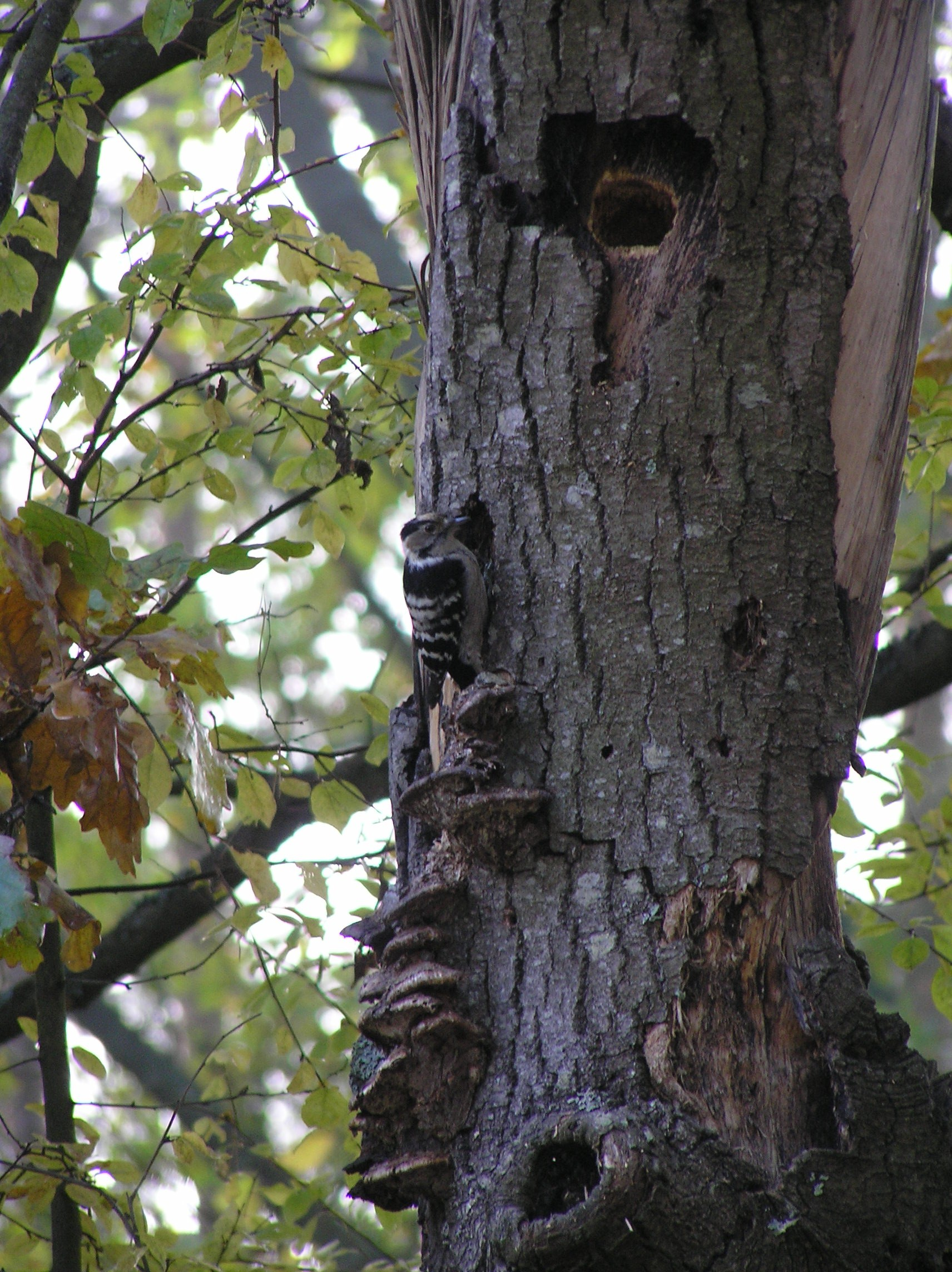
Дупла, видовбані малим строкатим дятлом (Picoides minor).

Дупло́ — це частково закрита порожнина, яка сформувалася природним шляхом у стовбурі або гілці дерева. Найчастіше дупла зустрічаються на старих або мертвих деревах різних видів.
Дупла формуються в результаті природних факторів, що приводять до оголення серцевини дерева. Причинами формування дупел можуть бути вітер, вогонь, спека, блискавки, дощ, вплив комах (наприклад, термітів), бактерій та грибів. Крім того, дуплистими можуть стати ділянки дерева, до яких кріпилися гілки, що відвалилися в процесі старіння. Багато тварин розширюють і поглиблюють дупла.
Розмір дупла залежить від віку дерева. Наприклад, на евкаліптах дупла можуть з'явитися в будь-якому віці, але дупла, які підходять за розміром для невеликих хребетних тварин, з'являються не раніше, ніж на сто двадцятий рік життя дерева. Для формування ж дупла, що підходить для більших тварин, може знадобитися близько двохсот років.
Дупла в повалених деревах також часто використовують тварини, як-от кажани, єхидни, сумчасті мурахоїди, сумчасті куниці Жоффруа і багато рептилій.
Дуплисті дерева, що лежать у водоймах, водні тварини можуть використовувати як житло або місце для відкладання яєць.
Дупла дуже важливі як місце перебування багатьох видів диких тварин, особливо в тих випадках, коли проживанню в дуплі немає гідної заміни. Дупло може служити місцем денного або нічного сну, вирощування або годування потомства, притулком в негоду.
На вибір дупла тваринам можуть впливати розмір і форма вхідного отвору, глибина дупла й ізолюючі якості його стінок.